# Устав Краљевине Југославије
Устав Краљевине Југославије из 1931. године, познатији под називом Септембарски устав или Октроисани устав представљао је други по реду устав у историји Југославије. Донео га је године 1931. краљ Александар како би њиме окончао сопствену Шестојануарску диктатуру.
Формално се примењивао све до краја постојања Краљевине Југославије, односно доношења Устава Федеративне Народне Републике Југославије 1946. године.

## Позадина

### Шестојануарска диктатура
Уставни систем који је функционисао на основу Видовданског устава био је оптерећен бројним слабостима. Оне су проистицале из различитих институционалних недоследности у парламентарном систему власти али и из националних, политичких и привредних потешкоћа које су захватиле новонасталу државу. Одређене потешкоће унеле су земље које су се ујединиле у заједничку државу, а с друге стране остали проблеми произашли су из начина формирања саме државе као и облика државног уређења. Увођење парламентаризма у Краљевину Срба, Хрвата и Словенаца била је новина политичког живота на целокупној територији Краљевине са изузетком Србије. Иако су постојале представничке установе у појединим југословенским земљама пре уједињења, закључује се да грађанска демократија није била развијена. У Краљевини СХС нису постојале претпоставке за парламентарни живот. Неке од битних претпоставки парламентарног живота које нису заживеле у тадашњој Краљевини, а показаће се као круцијалне за функционисање и сам опстанак новоформиране државе, јесу: национална равноправност у вишенационалној држави, демократски поредак, стабилан двостраначки или вишестраначки систем и друге. У таквим околностима, извршна власт претендује да стекне превагу над парламентарним институцијама. Све учесталији сукоби буржоазије подстакнуте националним набојем и гушење револуционарног радничког покрета од почетка урушавају парламентарна начела. Западање у кризу парламентарног система у Краљевини може се посматрати вишедимензионално, неки од главних елемената биле су: класне, националне као и политичке кризе.
Све оштрији политички сукоби између Срба и Хрвата, испољени кроз сукобе владајућих странака: радикала и Сељачкодемократске коалиције кулминирали су крвавим обрачуном у Народној скупштини 20. јуна 1928. године, када је радикалски посланик Пуниша Рачић револверским хицима усмртио посланике  Хрватске сељачке странке Павла Радића и Ђуру Басаричска, а тешко ранио Стјепана Радића и Ивана Гранђу. Од последица рањавања, Стјепан Радић је преминуо након непуна два месеца. Ово је био повод краљу Александру да оствари своје од раније познате апсолутистичке тежње.  Краљ је наводно тражио политичко решење настале политичке кризе те је атентат у Народној скупштини искористио као оправдање за државни удар и прелаз на отворену диктатуру, што је резултирало укидањем парламентаризма.
Прокламацијом од 6. јануара 1929, краљ Александар је суспендовао Видовдански устав и распустио Народну скупштину и све политичке странке и друге групе, чиме је завео личну владавину, оценивши да „између Народа и Краља не може и не сме бити више посредника“. Тиме је прекинут уставни континуитет у земљи, пошто промена уставног уређења није била извршена на начин предвиђен Видовданским уставом. Уместо евентуално такве, правно ваљане ревизије уставног уређења, то уређење промењено је насилним путем - државним ударом. Тако је од уставне монархије Краљевина СХС постала апсолутна монархија. У земљи је настало безуставно стање. Апсолутну, сву власт у земљи, вршио је, неограничен уставом, монарх.

#### Закони диктатуре
Уверавајући да ће у најкраћем року конституисати „ону државну управу и оно државно уређење које ће најбоље одговарати општим народним потребама и државним интересима“, краљ је донео неколико закона, који су чинили правну основу диктатуре, од којих су четири најважнија:
Закон о краљевој власти и врховној државној управи од б. 1. 1929, по коме Краљевина СХС, није више уставна и парламентарна држава, већ се дефинише као наследна монархија. Краљ је носилац све власти у земљи. Закон је правно изразио апсолутистички режим у држави. Краљ је надређен свима, а није одговоран никоме. У његовим рукама су све функције државне власти.
Закон о заштити јавне безбедности и поретка у држави од августа 1921. допуњен је јануара 1929. забраном која се односи на ,,све политичке странке које носе обележје верско или племенско“, тј. национално, што је практично представљало забрану јавног политичког живота. Такође, забрањен је рад удружења и политичких странака „... које врше пропаганду или убеђивање других, да треба променити постојећи поредак у држави“. Овим одредбама је наговештено прокламовање интегралног југословенства. Закон је проширен одредбама против сепаратизма где је запрећена казна затвора до 5 година ономе ко пропагандом или на ма који други начин иде за тим или ствара расположење код других, да се неки део Краљевине Срба, Хрвата и Словенаца издвоји из целине или као самостална држава...“
Закон о изменама закона о општинама и обласним самоуправама по коме се разрешавају све општинске управе у целој земљи, док се нове општинске управе у Београду, Загребу и Љубљани постављају краљевим указом на предлог министра унутрашњих послова, у осталим општинама општинске управе поставља велики жупани;
Закон о називу и подели Краљевине на управна подручја од 3. 10. 1929. спада у најзначајније законе донете у том периоду. По њему је Краљевина СХС добила нов назив: Краљевина Југославија. Истим актом држава је подељена на девет бановина. То су: Дравска, са седиштем у Љубљани; Савска, са седиштем у Загребу; Врбаска, са седиштем у Бањалуци; Приморска, са седиштем у Сплиту; Дримска, са седиштем у Сарајеву; Зетска, са седиштем на Цетињу; Дунавска, са седиштем у Новом Саду; Моравска, са седиштем у Нишу, и Вардарска, са седиштем у Скопљу. Изван бановина је било подручје Београда, са Земуном и Панчевом, које је сачињавало посебну „управну целину“. Начин на који су бановине оформљене, према географским и економским факторима, према којима су носиле и називе, требало је да разбије националне и историјске целине. Бановине су имале за циљ да учврсте национални унитаризам и државни централизам - биле су замишљене као средство за постизање националног јединства интегралног југословенства. С друге стране, бановине је држава организовала доследно централистички: бана је постављао краљ, па је бан оличавао краљевску власт у бановини.

## Доношење устава
Успостављање шестојануарске диктатуре није испунило ниједан циљ у погледу решавања економских и политичких препрека са којима се држава суочавала. Промовисање потпуног националног јединства, у виду интегралног југословенства, само је створило још већи јаз у већ постојећим националним супротностима и изазвало још јачи бунт прокламованој југословенској идеологији и националном уједињењу. Овакав наратив у широким масама схватан је као угрожавање властитог националног идентитета. Отворена борба државног апарата усмереног против комуниста и политичара који су се отворено супротстављали режиму нису успели да сузбију незадовољство које је расло. Лоше стање у економској и социјалној сфери живота отежавало је и овако тешку ситуацију. Тој клими додатно је допринела општа економска криза светских размера, која се временски подударила са диктатуром (1929-1933). И сами челници држава које је тадашњи режим сматрао за савезничке и пријатељске (Чехословачка и Француска) почињу да испољавају очито незадовољство тадашњим приликама у Југославији. Такво државно устројство све више губи популарност међу демократским земљама западне Европе, а сама Југославија постаје несигуран терен за стране капиталисте који се устежу од улагања капитала у таквим околностима.
Под притиском унутрашњих и међународних околности ово ванредно уставно стање морало се прекинути. И као што га је својим актом и завео, краљ га је својим актом и укинуо. Он је 3. септембра 1931 „са вером у Бога и срећну будућност Краљевине Југославије“ подарио устав свом „драгом народу“. Тај устав познат је или под називом „Септембарски“, пошто је донесен у месецу септембру, али и под називом „Октроисани“, јер га није донело народно представништво, него га је октроисао монарх као апсолутни суверен. Садржина устава је била таква да је оправдавала оцену да њиме није прекинута диктатура, него је настављена другим средствима. Устав није представљао значајнији корак ка демократизацији југословенског друштва у односу на стање створено шестојануарском диктатуром, нити је покушано решавање његових најакутнијих проблема: националног и социјалног питања.

### Начин доношења и промене
Устав Краљевине Југославије из 1931. године спадао је у категорију уставних повеља (октроисаних устава), али се мењао по систему уставног пакта. О ревизији устава одлучивали су Народно представништво и краљ, који је располагао и правом уставотворне иницијативе (иницијативе за промену устава). При том је поступак одлучивања о промени устава у Народном представништву у начелу био истоветан с поступком предвиђеним у Видовданском уставу, дакле, садржао је у себи прикривени референдум (по усвајању предлога за промену устава, Народна скупштина се распуштала, а промену је коначно усвајала новоизабрана Народна скупштина, да би је на крају потврдио монарх), што је Септембарском, као и Видовданском уставу давало нарочити степен правне чврстине (supreme constitution).
Разлика у поступку одлучивања о промени устава у народном представништву у односу на Видовдански устав била је у томе што је према Септембарском уставу и Сенат учествовао у том одлучивању што је била последица дводомне структуре Народног представништва и начела равноправности домова у одлучивању и то што је краљ, у случају неслагања између Сената и Скупштине, добио повећани утицај и у одлучивању о промени устава. Наиме, у случају несагласности два дома (тзв. сукоб домова) приликом усвајања промене устава на два узастопна сазива краљ је је одлучивао о „судбини“ предложених уставних измена – могао је или предлог за промену устава прогласити одбаченим или усвојити предлог једног од два дома (аналогно законодавном поступку).

## Садржина устава

### Опште одредбе
Поред дефинисања државног облика, одређени су грб, државна застава и службени језик Краљевине.
| „                                      | Службени језик Краљевине је српско-хрватско-словеначки. | ” |
| — Устав Краљевине Југославије, члан 3. |                                                         |   |

Устав је истицао југословенство, као општедржавно начело и општедржавни покрет. Племенске традиције, имена и особине српства, хрватства и словенства се признају, али је наглашено настојање да се њиховим стапањем постигне југословенско јединство, да се дође до интегралног југословенства.

### Државни облик
Према одредби члана 1 Устава, Краљевина Југославија је дефинисана као „наследна и уставна монархија“. Оставља се дојам да је покушано на самом почетку наговештавање доминантне улоге владара у новом уставном поретку. Сасвим оправдано је изостављена ознака „парламентарна“ коју је садржао Видовдански устав будући да је изостала и непосредна политичка одговорност владе пред парламентом.
Задржано је унитарно државно уређење иако је централизам био једна од основних мана уставног система према Видовданском уставу и један од главних извора политичке кризе.

### Организација власти
Централна уставна институција према Септембарском уставу из 1931. године био је краљ, у чијој је сенци било дводомно Народно представништво, а Министарски савет му је био потпуно потчињен. Судство је у начелу било независно.
Законодавну власт вршили су, у начелу, краљ и Народно представништво заједнички. Управну власт вршио је краљ преко одговорних му министара док су судску власт вршили судови чије пресуде и решења су изрицана и извршавана у име краља а на основу закона.

#### Краљ
Краљ је био доминантан чинилац у организацији и раду свих власти. Према Уставу, он је био „заточник“ народног јединства и државне целине - он је чувар њихових свагдашњих интереса. Краљ је био неприкосновена и правно неодговорна личност, а осим тога што је имао класичне функције шефа државе (он је врховни командант војне силе, представља државу у односима са другим државама, објављује рат и закључује мир, даје ордене и друга одликовања и сл.), био је главни чинилац и у законодавној и извршној власти. Сваки краљев акт премапотписивао је надлежни министар Краљ није могао бити тужен с обзиром на то да су за његове радње одговарали министри, односно Министарски савет.
Краљ није могао бити у исто време поглавар друге државе без пристанка Народног представништва. За краљеве акте као врховног заповедника војске, одговарао је министар војске и морнарице. Краљева плата одређивана је законом - једном одређена плата није се могла повисити без пристанка Народног представништва ни смањити без краљевог пристанка. Односи и положај чланова у Краљевском Дому уређивани су Статутом, који је прописивао краљ. Краљ и престолонаследник били су пунолетни кад наврше 18 година.
Краљ је боравио стално у земљи. Ако би се указала потреба да краљ иде из земље на краће време или у случају краљеве болести која не ствара трајну неспособност, заступао га је по праву престолонаследник с тим да уколико није пунолетан, или је спречен, краља је заступао Министарски савет. Заступништво се вршило по упутствима која је давао краљ. За време одсуства краља или престолонаследника Министарски савет није имао право распуштања Народне скупштине. Заступништво Министарског савета могло је трајати најдуже шест месеци. По истеку тог рока наступали су уставни прописи о намесништву. Кад краљ не би имао мушког потомства он је одређивао себи наследника из побочне линије. У случају да краљ до своје смрти није одредио себи наследника, Народно представништво, на заједничкој седници, бирало би краља из исте династије.
Ступајући на престо, краљ је полагао пред Народним представништвом заклетву која гласи:
| „                                       | Ја (име) ступајући на престо Краљевине Југославије и примајући Краљевску власт, заклињем се свемогућим Богом, да ћу чувати изнад свега јединство народа, независност државе и целину државне области и да ћу по Уставу и законима владати, и да ћу у свима својим тежњама добро народа пред очима имати. Тако ми Господ Бог помогао. Амин! | ” |
| — Устав Краљевине Југославије, члан 39. | |   |

Владару је Уставом поверена кључна интегративна улога учешћем, непосредним или посредним, у вршењу све три гране државне власти.
У законодавству је потврђивао и проглашавао законе, имао право законодавне иницијативе и законодавне санкције, али и снажна овлашћења према парламенту. Он је сазивао (у ванредан и редован сазив), отварао и закључивао седнице Народног представништва лично (престоном беседом) или преко Министарског савета (посланицом или указом), а такође је могао у свако доба, по државној потреби, позвати Народно представништво. Краљ је именовао део чланова Сената (горњег дома Народног представништва).
Краљ је имао право да распусти Народну скупштину и да нареди нове изборе (указ о распуштању као и указ о новим изборима премапотписивали су сви министри), а имао је и кључну улогу у решавању сукоба домова односно случају када домови парламента не усвоје један закон у истоветном облику.  У ситуацији да у два сазива исти законски предлог не би усвојила оба дома Народног представништва, о њему је тада одлучивао краљ. Он је тада могао једно од ово троје: да законски предлог одбије, да усвоји предлог Скупштине, да усвоји предлог Сената, али је било и мишљења да је краљ тада могао одлучивати само о оним питањима у вези са законима код којих су се домови разишли, док у оним питањима код којих су се сложили ништа није могао мењати, пошто би тада краљ постао једини законодавац, а монархија би се у том случају од уставне претворила у апсолутну.
У области егзекутиве, краљ је био неприкосновен - именовао је и разрешавао министре, постављао државне чиновнике и давао војне чинове према одредбама закона.
У области судске власти, краљ је имао право амнестије, тј. поништавања последице кажњивог дела, али без повреде права приватних лица на накнаду штете (пре почетка кривичног поступка, у току поступка и после извршене казне), као и право помиловања, тј. опроштаја, смањивања или ублажавање досуђене казне. Судску власт вршили су судови, а њихове пресуде и решења изрицали су се и извршавали у име краља, на основу закона.
Посебна овлашћења краљ је имао у ванредним ситуацијама (рат, мобилизација, неред, побуна, када би таква стања доводила у питање јавни поредак и безбедност или угрожавала јавне интересе). Он је тада указом могао да доноси изузетне мере, независно од уставних и законских прописа, мада је накнадно требало да их поднесе Народном представништву ради потврде.
Иако је устав озаконио поделу власти на законодавну, извршну и судску, краљу је обезбеђено далеко највише овлашћења у свим трима функцијама власти.Таквим мерама Устав из 1931. године сврстао се у тип уставности између два светска рата познат као ауторитарна уставност.

#### Намесништво
Уставом је предвиђено да краљевску власт врши намесништво у случају да је краљ малолетан или када је због душевне или телесне болести краљ трајно неспособан да врши краљевску власт. Намесници су могли бити само грађани Југославије и они су се старали о васпитању малолетног краља. Краљевски намесници су за време вршења своје дужности примали плату из државне благајне колику би им, на предлог Министарског савета, одредило Народно представништво.
О случају краљеве, али и престолонаследникове, трајне неспособности за вршење краљевске власти, Министарски савет заједно са три лекара узета са домаћих медицинских факултета обавештавао је Народно представништво, које је на заједничкој седници одлучивало о моменту образовања и престанку намесништва. Пре ступања на власт намесници су били дужни да положе заклетву да ће бити верни краљу и да ће владати по Уставу и законима. До ступања на дужност намесника Министарски савет би привремено вршио, на своју одговорност, краљевску власт.
Намесничка власт је по праву припадала престолонаследнику уколико је пунолетан. Уколико је престолонаследник малолетан или када је због душевне или телесне болести трајно неспособан да врши краљевску власт, исту су вршила три лица, која је краљ именовао нарочитим актом или тестаментом и чије заменике је краљ истовремено одредио.
У случају упражњења места намесника, неименовања намесника од стране краља, болести или смрти намесника и њихових заменика Народно представништво је тајним гласањем на заједничкој седници бирало потребан број намесника. Уколико би један од тројице намесника био привремено одсутан или спречен за рад, друга два намесника су могла и без њега обављати државне послове.
У случају краљеве смрти или оставке, престолонаследник би, уколико је пунолетан, примио одмах краљевску власт, објавио то народу прокламацијом и положио прописану заклетву пред Народним представништвом. Уколико краљ по својој смрти није оставио мушког потомства али би краљица у време краљеве смрти била трудна Народно представништво бирало би привремено намеснике, који би вршили краљевску власт само до порођаја. Влада је била дужна да поднесе Народном представништву пре избора намесника мишљење три лекара узета са домаћих медицинских факултета о краљичиној трудноћи. То исто важило би и за случај када би престолонаследник преминуо а његова жена била трудна у тренутку краљеве смрти.

#### Народно представништво
Народно представништво је имало два дома - Сенат и Народну скупштину (од српских устава једино је Устав Краљевине Србије од 1901. предвиђао дводомни парламент). Чланство у Сенату било је неспојиво с чланством у Народној скупштини.  Сенат се састајао и престајао радити кад и Народна Скупштина. Оба дома била су равноправна, бар у области законодавства. Уколико између домова није постојао консензус по питању одређеног законског предлога, предлог се одбацивао и није постојала могућност поновне расправе о њему у истом сазиву. Ако би се тај предлог поновио и у следећем сазиву, о њему би одлучивао краљ. Поменута уставна одредба давала је одрешене руке краљу да у кооперацији са само једним домом Народног представништва, најчешће са Сенатом (јер је половину чланова тог дома постављао управо краљ) доноси законе. Суштина је била у томе да у случају евентуалне опструкције у Народној скупштини, омогући функционисање законодавне власти.
Половину чланова Сената („горњег дома“) именовао је краљ), док је другу посредним путем бирао колегијум у којем су већину чинили постављени функционери. Број бираних чланова Сената се одређивао законом, сразмерно броју становника сваке бановине. Законом о избору сенатора из 1931. године предвиђено је четрдесет и пет сенаторских представника, који су бирани на посредним изборима. Бирачко тело које је вршило избор представника горњег дома Народног представништва чинили су народни посланици, бановински већници и председници општина са територије бановине. Број неизборних чланова Сената није био фиксиран, јер је краљ могао именовати исти онај број сенатора колико их је и бираних. Старосни цензус за сенаторе био је 40 година живота, а мандат им је трајао шест година. Сенатори су се могли на предлог председника Министарског савета разрешити дужности услед физичке неспособности или ако су судом осуђени за кривична дела. Уставна улога Сената је била да оснажи позицију краља у односу на Народну скупштину.
Народна скупштина („доњи дом“) била је представничко тело, бирано од стране народа на четири године, општим, једнаким и непосредним правом гласа, али јавним гласањем (такав начин гласања био је прописан изборним законом). Јавно гласање је значило потпун изостанак слободе избора и представљало је једну од главних слабости Септембарског устава. Оно је било само један од бројних узрока због којих се Септембарски устав сврстава у групу ауторитарних устава. Одредбе о броју и изборима, као и превремени престанак мандата народних посланика прописани су законом. Устав предвиђа да ће о женском праву гласа решити закон, али женско право гласа није било уведено. Активно бирачко право стицало се с навршеном 21 годином старости, а пасивно се стицало са навршених 30 година. Активни официри, подофицири и војници под заставом нису имали ни активно ни пасивно бирачко право. Активни државни чиновници нису могли да се кандидују за сенаторе и народне посланике, као ни полицијски и шумарски чиновници аграрне реформе, осим ако су то престали бити годину дана пре расписа избора. Супротно, министри активни и на располагању могли су се кандидовати. Губитак бирачког права повлачио је са собом и губитак мандата сенатора односно народног посланика.
У односу на Видовдански устав, Септембарским уставом редукована је надлежност Народног представништва у домену законодавне иницијативе. Док је по Видовданском уставу право подношења законских предлога припадало сваком члану Народне скупштине (члан 78), према Септембарском уставу право подношења законских предлога припадало је сваком члану Народног представништва, чији предлог писмено помогне најмање једна петина чланова Сената односно Народне скупштине (члан 63). Предлог закона који би се усвојио у Народној скупштини прослеђиван је Сенату на евентуалну дораду и обрнуто. Уколико је предлог закона у целини усвојен у оба дома сматрало се да је Народно представништво предлог примило. У случају  дораде, измене или допуне законског предлога од стране једног од домова Народног представништва, законски предлог би се враћао Народној скупштини, односно Сенату на решење. Када се ове измене и допуне приме од Народне скупштине односно Сената, сматрало се да је Народно представништво предлог примило. Уколико се Сенат и Народна скупштина приликом пријема законског предлога у целини или у појединостима не сагласе, предлог се сматрао одбијеним, и у истом сазиву се о њему није могло више поново одлучивати. Ако би се случај поновио у следећем сазиву, о том законском предлогу одлучивао би краљ. Оваква структура Народног представништва, као и ток законодавне процедуре давали су краљу надмоћ над Народним представништвом и омогућили му превласт у законодавној власти.
Народно представништво је имало право анкете, као и истраге у чисто административним питањима. Сваки члан Сената и Народне Скупштине имао је право упућивати министрима питања и интерпелације. Министри су били дужни дати на њих одговор у истом сазиву.
Имунитетско право сенатора и посланика сужено је у односу на његову уобичајену садржину, посебно када је реч о елементу неодговорности за радње у вршењу мандата. Та неодговорност била је потпуна кад је реч о гласу сенатора, односно народног посланика који га је дао у одговарајућем дому. Али, већ за изјаве и поступке при вршењу мандата, било на седницама домова или у одборима, било у посебном изасланству или у особитој дужности повереној од стране домова, сенатори, односно посланици одговарали су својим домовима, према одредбама пословника. Реч је о дисциплинским мерама, с обзиром на то да су домови имали дисциплинску власт над својим члановима. Кад би изјаве и поступци сенатора, односно посланика садржале у себи кривично дело, сенатор, односно посланик одговарао би и пред редовним судовима ако би Сенат, односно Народна скупштина дали за то одобрење. А ако би била реч о увреди, клевети или злочину сенатор, односно народни посланик одговарао би пред редовним судовима и без претходног одобрења Сената, односно Народне скупштине, баш као да је обични грађанин. Како се види, неодговорност сенатора, односно посланика за вршење њихове функције није била апсолутна како је иначе у представничким системима уобичајено.
Међутим, када говоримо о неодговорности сенатора, односно посланика за радње ван њихове функције она је била потпуна. Чланови Народног представништва за кривице учињене ван вршења мандата без овлашћења својих домова нису могли одговарати а ни бити лишени слободе док би трајао њихов мандат, осим кад би били затечени на самом месту злочина или преступа. Међутим, и у том случају, ако би заседали, одмах би се извештавали Сенат, односно Народна скупштина, како би одговарајући дом могао да да или да одрекне овлашћење да се надлежни поступак продужи за време сазива. Ако би неко постао сенатор или посланик пре него што је према њему у каквој кривици изречена извршна пресуда, орган који би обављао извиђање или истрагу известио би о томе Сенат, односно Народну скупштину, која би давала или одрицала овлашћење за продужење поступка. Скидање имунитета са члана Сената и Народне скупштине значило је да је он могао да одговара само због оног дела, за које је издан. За друго дело потребно би било тражити друго овлашћење одговарајућег дома за кривично гоњење његовог члана. Како се види, сенатори и посланици нису могли бити подвргнути кривичноправној одговорности за увреде и клевете које некоме нанесу ван вршења мандата ако их Сенат, односно Народна скупштина не издају суду, тј. не скину с њега имунитетску привилегију неповредивости. Али, ако је та иста кривична дела сенатор, односно посланик извршио у вршењу мандата, он је бивао подвргнут кривичноправној одговорности пред судом и без претходног одобрења Сената, односно Народне скупштине. У томе је била и основна противречност установе мандата сенатора, односно посланика према Септембарском уставу – што су они били више заштићени као грађани него као посланици, односно сенатори.

#### Управна власт
На челу извршне (управне) власти био је краљ јер је Уставом било прописано да управну власт врши краљ преко одговорних министара. Краљ је именовао и разрешавао председника Министарског савета и поједине министре, који су њему политички одговарали за свој рад (не и Народном представништву). Министри су се налазили на челу појединих грана државне управе с тим да је министар могао бити и без посебно одређеног му ресора. Пре ступања на дужност министри су полагали заклетву да ће Краљу бити верни и да ће радити по Уставу и по законима. Министри су именовали ниже државне чиновнике по одредбама закона.
Управну власт у земљи вршио је Министарски савет. Поменути орган је имао генерално уставно овлашћење доношења извршних или несамосталних уредби. У том својству је издавао уредбе потребне за примену закона. Уредбе по нужди могао је доносити само краљ и то у ванредним приликама.
За штете, које би министар учинио грађанима незаконитим вршењем службе одговарала би држава а министар држави. Предлог, да се министар оптужи, морао се учинити писмено и морао је садржати тачке оптужења. Министар је могао бити оптужен за време трајања службе и пет година после одступања. У Септембарском уставу изостала је једино једна одредба одговарајућег члана Видовданског устава према којој су министри одговорни краљу и Народној скупштини. Све остале одредбе тог члана поновљене су што значи да се свесно из Септембарског устава хтела уклонити правна могућност за политичку одговорност министара пред парламентом. Супротно правилима парламентарног система, Министарски савет био је политички одговоран једино краљу, тј. краљ је именовао и једино је он могао чланове Министарског савета једнострано разрешити од дужности. Пред Народним представништвом министри су могли само кривично да одговарају. Постојали су, ипак, институти који су парламенту омогућавали посредну политичку контролу владе, попут буџета, посланичког питања, интерпелације, права истраге и анкете.
| „                     | Септембарски устав је изазвао актуелно постојање једне врсте монархијског парламентаризма, у коме политичка одговорност министара непосредно пред парламентом не постоји, али постоји посредно и таква одговорност. | ” |
| — Милан Владисављевић | |   |

#### Судска власт
Судску власт вршиле су судије које је именовао краљ на предлог министра правде. У породичним и наследним споровима муслимана судиле су државне шеријатске судије.
Судови су у начелу били независни, а биле су зајемчене и сталност и непокретност судија.
Судија није могао бити лишен звања, нити из било којег разлога уклоњен с дужности, против своје воље без пресуде редовних судова или дисциплинске пресуде Касационог суда. Такође, судија није могао бити тужен за свој судски рад без одобрења надлежног суда. Судије нису могле ни привремено, бити упућене на другу плаћену или неплаћену јавну функцију без сопственог пристанка и одобрења Касационог суда.
Пензионисање судија било је са навршених седамдесет година живота. Пре истека тог рока судија је могао бити стављен у пензију само по писменој молби или кад телесно или душевно тако оболи да не може вршити своју дужност где је у том случају одлуку о пензионисању доносио Касациони суд.

##### Државни савет
Државни савет је задржао већ устаљену функцију врховног управног суда, а сва питања у вези са његовим саставом, надлежностима и поступком препуштена су законодавцу.

#### Војска
Законом је одређена општа војна обавеза, устројство и величина војске и морнарице. Такође, формирање јединица прописивано је у законом предвиђеном обиму од стране краља уредбом, на предлог министра војске и морнарице. Колико ће оружане снаге бројати војника одређивано је сваке године буџетом. Није било дозвољено узимање стране војске у службу Краљевине Југославије, као ни стављање југословенске војске у службу неке друге државе без претходног одобрења Народног представништва. За одржавање унутрашњег мира употреба војске била је дозвољена само на захтев надлежне грађанске власти. Нико се није могао запослити у државној управи уколико није одслужио војни рок осим у случају ослобођења од војне обавезе.
Прописана је независност војних судова. Пресуде војних судова у последњем степену је разматрао Касациони суд. Судија првостепеног војног суда није могао бити тужен за свој судски рад без одобрења војно-апелационог суда, а апелациони судија без одобрења Касационог суда. Спор између грађанина и војног лица судили би грађански судови а за време рата војни судови.

### Људска права
Грађанска права и слободе су по угледу на Видовдански устав формулисана на сличан начин и у Септембарском уставу, са изузетком социјално-економских одредаба, чији је број смањен. За разлику од Видовданског устава који је социјално-економској материји посветио двадесет и три опширна члана, Септембарски устав је садржао само четири члана исте материје где су преузети чланови о заштити брака, породице и деце, заштити својине, „слободи рада и уговарања у привредним односима“, те одредбу о установљавању Привредног већа, као саветодавног тела у „питањима привредним и социјалним“. Предвиђен је управни спор као правни механизам заштите појединачних и колективних права, а за решавање управних спорова били су надлежни првостепени управни судови и Државни савет, као врховни управни суд.

#### Основна грађанска права и дужности
Постојало је једно држављанство у целој Краљевини. Сви грађани су били једнаки пред законом. Сви су уживали једнаку заштиту власти. Није се признавало племство ни титуле, нити икаква преимућства по рођењу. Сва звања у свим струкама државне службе подједнако су била доступна, под законским погодбама, свим држављанима. Сваки држављанин уживао је заштиту државе у иностранству. Сваком држављанину било је дозвољено да иступи из држављанства након што испуни своје обавезе према држави. Била је забрањена екстрадиција.
Гарантовала се лична слобода. Нико није могао да одговара, буде притворен или на било који начин лишен слободе, осим у случајевима које је закон предвидео. Незаконито лишење слободе било је кажњиво. Никоме није могао судити ненадлежан суд. Нико није могао бити осуђен, док не буде надлежно саслушан, или законитим начином позван да се брани. Казна се могла установити само законом и применити једино на дела, за која је закон унапред предвидео, да ће се том казном казнити – начело nulla poena sine lege. Ниједан грађанин није могао бити изгнан из државе. Он се, такође, није могао протерати у оквиру земље из једног места у друго, a није се смео ни заточити, осим у случајевима које је закон изричито предвидео. Нико се није могао, ни у ком случају, протерати из свог завичајног места, без судске пресуде.
Свако је имао слободу да, у границама закона, изрази своје мишљење путем речи, живе или писане, сликама и другим сходним средствима. Зајемчено је и право удруживања, збора и договора у границама закона. Било је забрањено удруживање на верској, племенској или регионалној основи у партијско-политичке сврхе као и у сврхе физичког васпитања. Долажење на зборове са оружјем било је забрањено. Било је гарантовано право на молбу. Грађани су могли подносити молбе, које је потписао један или више њих као и сва правна лица, свим властима без разлике.
Гарантовала се слобода вере и савести. Усвојене вероисповести биле су равноправне пред законом и могле су бити јавно исповедане. Уживање грађанских и политичких права било је независно од исповедања вере. Нико се није могао ослободити својих грађанских и војних дужности и обавеза позивајући се на прописе своје вере. Вере су могле бити признате само законом. Било је предвиђено да усвојене и признате вере самостално уређују своје унутрашње верске послове и управљају својим задужбинама и фондовима у границама закона. Нико није био дужан да своје верско опредељење јавно исповеда. Усвојене и признате вере могле су одржавати везе са својим врховним верским поглаварима и ван граница државе, уколико су то налагали духовни прописи појединих вероисповести, с тим да је начин одржавања тих веза морао бити уређен законом. Издаци за верске сврхе, предвиђени државним буџетом, морали су се делити, признатим вероисповестима, сразмерно броју њихових верника и стварно доказаној потреби. Било је забрањено било какво пропагирање политике на верским скуповима, политички натписи на верским богомољама као и употребљавање духовне власти од стране верских представника у партијске сврхе.
Наука и уметност биле су слободне. Основно школовање је било обавезно. Оно је у државним основним школама било бесплатно. Поред државних јавних школа могле су постојати и приватне у границама закона. Све школе морале су давати морално васпитање и развијати држављанску свест у духу народног јединства и верске трпељивости. Све установе за образовање биле су под државним надзором.
Неповредива је била тајност писама, телеграфских и телефонских саопштења, осим у случају кривичне истраге, мобилизације или рата. Сви они који би повредили тајну писама, телеграфских и телефонских саопштења, кажњавали би се по закону.
Била је гарантована неповредивост стана. Власт није могла предузети никакво претресање ни истраживање у стану грађана, осим у случајевима које је закон предвидео и начином како је закон прописао. Незаконита повреда стана била је кажњива.
Сваки грађанин имао је право непосредно и без ичијег одобрења тужити суду државне и самоуправне органе за кривична дела, која би они учинили према њему у службеном раду. За министре, судије и активне војнике важиле су посебне одредбе. За штете које би учинили грађанима државни или самоуправни органи незаконитим или неправилним вршењем службе, одговарали би пред редовним судом службеник као извршилац и држава, односно самоуправно тело.

#### Социјалне и економске одредбе
Уставом је предвиђено да брак, породица и деца стоје под заштитом државе.
Својина је зајемчена уставом док су садржина и обим права својине одређени законом. Експропријација приватне својине у општем интересу била је допуштена на основу закона, уз правичну накнаду.
Зајемчена је слобода рада и уговарања у привредним односима. Предвиђено је да држава у интересу целине, а на основу закона, има право и дужност да интервенише у привредним односима грађана, у духу правде и отклањања друштвених супротности.
Као саветодавно тело у привредним и социјалним питањима установљено је Привредно веће, које је на тражење краљевске владе или Народног представништва давало своје стручно мишљење. Привредно веће су чинили представници привредних редова и стручњаци у привредним и социјалним питањима. Уставом је препуштено закону да уреди начин састава и рада Привредног већа.

### Територијална организација
Устав од 1931. задржао је административно-територијалну поделу земље предвиђену Законом о називу и подели Краљевине на управна подручја од 3. октобра 1929. Земља је и даље била унитарна, са унутрашњом поделом на бановине, срезове и општине. Предвиђено је девет бановина с истим називима и седиштима, као и према поменутом закону. Уставом су предвиђени делови територије које свака бановина обухвата и да спорна питања о детаљним границама појединих бановина решава министар унутрашњих послова. Називи бановина били су географски (по именима важнијих река које кроз њих теку, а једне због тога што се наслања на море), што је требало да одстрани обележја бановина као историјских и етничких целина.

#### Бановине
Бановине су означене као управне и самоуправне јединице. Представник врховне власти у бановини био је бан, којег је постављао краљ на предлог председника Министарског савета. Бан је постављао, премештао, пензионисао и отпуштао управне чиновнике у бановини у границама надлежности одређених законом о банској управи.
У бановинама су постојала и „самоуправна тела“, а то су били бановинско веће и бановински одбор. Бановинско веће бирало се на четири године општим, једнаким и непосредним правом гласа, јавним гласањем. Разуме се, и овде је бирачко право трпело једнака ограничења, као и бирачко право за Народно представништво, тако да се није могло говорити о његовој општости.
Уставом је бановинском већу  била дата власт да доноси аутономне уредбе (бановинске уредбе) ради уређивања „поједине гране бановинске управе и живота“, а такве уредбе имале су „у дотичној бановини силу закона“. За доношење таквих уредаба било је потребно овлашћење закона о уређењу бановина или других закона. На тај начин, бановинама је призната власт статуирања (potestas statuendi), тј. право да прописују обавезне норме за све становнике у бановини које би имале законску снагу.Тиме су „бановине добиле обележје политичко-територијалне аутономије, а то значи да су превазишле обележје простих управних јединица које само извршавају законске норме донесене од стране централног законодавног органа“. Бановинске уредбе морале су бити у сагласности с уставом и земаљским законима, пошто би у супротном губиле важност - не би се могле примењивати. Наиме, бановинске уредбе проглашавао је и обнародовао бан, који је претходно тражио сагласност Државног савета о њиховој законитости. Ако би Државни савет одбио сагласност, уредба се не би могла обнародовати. Државни савет је био дужан дати или одбити сагласност најкасније у року од месец дана, а ако се у том року не би изјаснио, сматрало се да је сагласност дата.
Бановинско веће је из реда својих чланова бирало бановински одбор, који је био самоуправни извршни орган у бановини. Бановински одбор је сачињавао предлоге бановинских уредаба, а о њима је одлучивало бановинско веће. Бан је могао обуставити све одлуке  бановинског већа и одбора, а краљ је могао на предлог министра унутрашњих послова распустити бановинско веће и пре истека четворогодишњег мандата и наредити изборе за ново веће.

#### Срезови и општине
Посебним законом била је одређена подела бановина на срезове и општине. Кад је реч о нижим јединицама територијалне поделе државе, Уставом није била уведена самоуправа среза, док су општине одређене као „самоуправна тела“. Оне су сопственим органима (општински одбор, општинска управа и председник општине) задовољавале сопствене локалне потребе (држава није у општинама имала своје органе, а кад јој је нешто било потребно, за помоћ се обраћала самоуправним органима општина).
| „                     | Локална самоуправа у Краљевини Југославији била је под изузетно строгим надзором државе који је у неким случајевима попримао карактер праве тутеле. | ” |
| — Радивоје Маринковић | |   |

То се првенствено оправдава тиме што је за поједине облике надзора предузимање одговарајућих мера зависило једино од субјективне оцене надзорног органа.

### Државно газдинство
Сваке године Народно представништво одобравало је државни буџет који је важио за годину дана. Буџет се морао поднети Народној скупштини најкасније месец дана од дана њене прве седнице у редовном сазиву. Истовремено са буџетом подносио се Народној скупштини на увиђај и одобрење и завршни рачун последње истекле рачунске године. Начин састава и извршења буџета прописан је законом. Ако је Народна скупштина распуштена пре него што је буџет решен, буџет истекле рачунске године продужио би се указом најдуже за четири месеца. Ако се и у том року буџет не би решио краљевим указом буџет се могао продужити до краја нове буџетске године.
Државни порези и опште државне дажбине установљавале су се само законом. Пореска обавеза била је општа и све државне дажбине биле су једнаке за целу земљу. Краљ и престолонаследник су плаћали државни порез на приватно имање. Никаква помоћ, стална ни привремена, никакав поклон ни награда нису се могли дати из државне благајне, ако нису основани на закону.
Државном имовином управљао је министар финансија уколико то законима претходно није другачије одређено. Право монопола припадало је држави. Руде, лековите воде и врела као и природне снаге биле су државна својина где је њихово давање било посебно одређено законом.

#### Главна контрола
За преглед државних рачуна и надзирање над извршењем државног и самоуправних буџета постојала је Главна контрола као врховни рачунски суд. Председника и чланове Главне контроле бирала је Народна скупштина са кандидационе листе, коју је састављао Државни савет и на којој је предложено два пута онолико кандидата, колико је празних места. Главна контрола је прегледала, исправљала и ликвидирала рачуне опште администрације и свих рачунополагача према државној благајни. Завршни државни рачун подносио се Народном представништву.
Одредбе о саставу, надлежности и поступку Главе контроле као и то у којим случајевима ће против одлуке Главне контроле моћи да се поднесе жалба Касационом суду прописано је закон.

### Прелазне и завршне одредбе
Од прелазних наређења било је предвиђено да ће до састанка Народног представништва краљ издавати и проглашавати законе указом, који премапотписује председник Министарског савета, ресорни министар и министар правде. Такође, сви закони осим Закона о краљевској власти и врховној државној управи од 6. јануара 1929. године остали су на снази док се редовним путем не би изменили или укинули. Проблематично је било прелазно наређење којим је прописано да се члан 101 овог Устава неће примењивати пет година од ступања устава на снагу. Том одредбом прекршена је непокретност судија, највишим правним актом је отворена могућност за политички утицај на независност судства и додатно је урушена Монтескјеова подела власти.
Закључним одредбама предвиђено је када устав ступа на снагу (обнародовањем у „Службеним новинама“), ко ће се старати о извршењу устава (председник Министарског савета и сви министри) и наређено је да се сви уставу морају покорити и по њему поступати).

## Ревизија устава

### Уставне одредбе
У одељку XII устава предвиђена су три члана (114,115 и 116) о изменама Устава. У члану 114 прописано је да о изменама Устава решава краљ са Народним представништвом.
Чланом 115 предвиђено је да:
- Предлог, да се у Уставу нешто измени или допуни, могли су учинити краљ и Народно представништво. У таквом предлогу морале су се изричито именовати све тачке Устава, које би се имале изменити или допунити.
- Ако је предлог учинио Краљ, он га је морао саопштити Сенату и Народној Скупштини, па се затим Народна Скупштина одмах распуштала и сазивала нова најкасније за четири месеца.
- Ако је такав предлог потекао од Сената односно Народне Скупштине, о њему се решавало на начин предвиђен за решавање законских предлога већином од 3/5 од укупног броја посланика. Предлог је ишао затим пред Сенат односно Народну Скупштину која је о њему решавала већином од 3/5 од укупног броја сенатора односно посланика. Кад предлог на тај начин буде усвојен, Народна Скупштина се распуштала а нова се сазивала најкасније у року од четири месеца од дана када је предлог усвојен.
- И у једном и у другом случају Сенат односно Народна Скупштина могла је решавати само о оним изменама и допунама Устава, које је садржао предлог на основу којег је она сазвана.
- Сенат односно Народна Скупштина доносила је одлуку већином од половине више један од укупног броја својих чланова.
- У случају да се Сенат и Народна Скупштина у пријему предложених измена или допуна Устава у целини или појединостима не сагласе поступак је даље био исти као и за законске предлоге.

#### Спорност члана 116 Устава
Оцену да је Устав од 1931. године омогућио продужење краљеве диктатуре другим средствима, односно да је доношењем Устава краљева отворена диктатура претворена у уставну, у највећој мери оправдава члан 116 Устава, који гласи:
| „                                        | У случају рата, мобилизације, нереда и побуне, који би довели у питање јавни поредак и сигурност државе или кад су до те мере у опште угрожени јавни интереси, Краљ може, у том изузетном случају, указом наредити да се привремено предузму све изванредне, неопходно потребне мере у целој Краљевини или у једном њеном делу независно од уставних и законских прописа. Све изузетно предузете мере поднеће се накнадно Народном Представништву на сагласност. | ” |
| — Устав Краљевине Југославије, члан 116. | |   |

Овај члан, који су правници називали „мали устав“, давао је краљу веома широка овлашћења, стављао га изнад устава и закона, дајући му право да у изванредним ситуацијама поступа мимо уставних и законских прописа, тражећи за предузете мере накнадну сагласност Народног представништва.
У својој расправи о члану 116 Устава Слободан Јовановић каже:
| „ | Ми, обични грађани, не би у овим нередовним приликама стајали под законом, него под такозваним државним разлогом. Наша правна држава претворила би се привремено у стару полицијску државу. | ” |

### Две неуставне промене Устава од 1931.
У периоду свог важења Устав од 1931. претрпео је две промене, које нису биле извршене по ревизионом поступку који је био прописан самим Уставом (чланови 114. и 115). Прва је извршена 1939. године када је уредбом формирана Бановина Хрватска, а друга када се 1941. године малолетни краљ Петар II прогласио пунолетним.

#### Оснивање Бановине Хрватске
Прва уставна промена била је извршена уредбом о Бановини Хрватској. Бановина Хрватска је настала 26. августа 1939. године на основу споразума између Драгише Цветковића, председника југословенске Владе, и Влатка Мачека, председника Хрватске сељачке странке и „вође хрватског народа“, као посебна државноправна област у Краљевини Југославији. Главни иницијатор преговора о решавању политичког тзв. хрватског питања било је Краљевско намесништво, у коме је главну реч водио кнез Павле Карађорђевић. Намесништво је приступило решавању тог питања да би обезбедило унутрашњу консолидацију државе, у условима непосредног почетка рата у Европи. Захтев за посебним државноправним статусом Хрватске у Краљевини Југославији хрватски бирачи су, готово плебисцитарно, подржали на изборима 1935. и 1938. године. Споразум Цветковић-Мачек разрађен је уредбом о Бановини Хрватској од 26. августа 1939. године.
Споразум је предвиђао образовање заједничке владе, која ће основати бановину Хрватску, пренети на њу одређене надлежности и донети неопходне политичке законе. Предвиђен је и територијални обим Бановине, с тим што је његово коначно утврђење, сходно економским, географским и политичким околностима одложено за касније. За Бановину Хрватску установљене су две врсте надлежности: аутономна и државна или заједничка. Положај Бановине Хрватске се разликовао од положаја других бановина. Поред послова, који су спадали у надлежност бановина по Уставу, Хрватска је, по Уредби, добила аутономну надлежност у низу нових послова. У надлежност Бановине пренесени су послови у области пољопривреде, трговине, индустрије, шума и рудника, грађевине, социјалне политике, народног здравља, физичког васпитања, правде, просвете и унутрашње управе. Послови у другим областима, као и они који су од посебног значаја по опште интересе, као што су војска, спољни послови, државна безбедност, заједнички део финансија, спољна трговина и други, остали су у надлежности централне државне власти. Поводом споразума је дошло до распуштања Народног представништва Указом од 26. августа, са позивом на 116. члан Устава и доношења Уредбе о Бановини Хрватској истог дана.  Бановина Хрватска је знатно територијално увећана, и то у складу са националним принципима, а добила је и веће надлежности и другачију организацију власти него остале бановине. На тај начин је уведено асиметрично државно уређење, а Бановина Хрватска је имала аутономију у рангу федералне јединице у федерацији. С обзиром на то да је Бановина Хрватска настала спајањем Савске и Приморске бановине, уз додавање појединих срезова из других, граничних бановина, након доношења уредбе, Краљевина је била подељена на осам бановина.
Током доношења поменутих аката, намесништво и влада позивали су се на члан 116 Устава. То није био добар правни темељ за стварање Бановине Хрватске. Иако је овај члан Устава допуштао краљу предузимање ванредних мера и одступање од уставних норми у таксативно наведеним случајевима, не може се рећи да је дозвољавао измену Устава и уставног поретка у држави у толиком обиму, као што је оснивање Бановине Хрватске са њеним посебним државноправним положајем. Поред тога, члан 116 је налагао да се код одступања од устава или његове суспензије морала добити накнадно сагласност Народног представништва, што у овом случају није уследило. Стога се мора закључити да је доношење Уредбе о Бановини Хрватској представљало измену Устава од 1931. године, која није била извршена према поступку предвиђеном за ревизију устава. Не би био неоправдан ни закључак да се ради о државном удару, јер је ревизија Устава извршена обичном уредбом, актом извршне, а не законодавне власти. Доношење Уредбе о бановини Хрватској представља ревизију Устава од 1931. године јер су њом нарушена нека основна начела уставног уређења Краљевине Југославије и измењен уставноправни поредак у држави. Напуштена су два основна принципа: принцип националног унитаризма и државног централизма. Устав је у члану 13 забрањивао удруживање на племенској или регионалној основи, а по Закону о заштити државе је то било кажњиво. Све то је доводило у питање правну утемељеност Уредбе о Бановини Хрватској.
Органи власти Бановине Хрватске били су Сабор, бан и банска власт. Сабор је био законодавно представничко тело. Законодавну власт, у стварима из надлежности Бановине Хрватске је, према уредби, требало да врше заједнички краљ и Сабор, међутим због рата никада нису одржани избори за Сабор. Управну власт је вршио краљ преко бана, којег краљ именује и разрешава. Бан је био врховни орган управе, односно банске власти, изједначен са члановима Министарског савета. Будући да је краљ био неодговоран, бан је премапотписивао све краљеве акте, који су се односили на Бановину Хрватску и одговарао је за свој рад краљу и Сабору. У вршењу своје банске власти, бан је био независан од централне владе. Банска власт се делила на 11 ресора („одјела“), који су организационо били слични министарствима у централној влади. Предстојници, које је постављао бан, били су на челу ресора. Подбан је био законски заменик бана и његов стручни и помоћни орган. У послове бановинских органа власти знатно се мешао краљ. Он је сазивао и распуштао Сабор, именовао бана (при чему је указ о именовању бана премапотписивало лице које се њиме именовало за бана), постављао државне службенике од треће положајне групе навише (дотле их је постављао бан). Организација судске функције на територији Бановине била је у надлежности Бановине. Судску власт вршили су судови, чије су пресуде изрицане у име краља, а на основу закона. Врховну судску инстанцу представљао је Стол седморице у Загребу, који је обухватао и подручје Апелационог суда у Сплиту. Био је основан и посебан Управни суд у Загребу. Уредбом је предвиђено оснивање Уставног суда, надлежног за оцену уставности закона и спорове о надлежности између Државе и Бановине, што је био први помен уставног суда код нас.
Ради обављања послова из своје надлежности Бановина Хрватска је уживала финансијску самосталност, која се састојала у самосталном прикупљању одређених прихода предвиђених буџетом Бановине. Централна власт није имала великог утицаја на саму Бановину. Домен службеног Београда осликавао се у виду „општих упутстава“, које је централна власт могла издавати зарад примене државних закона и у том циљу слати своје органе властима Бановине али једино уз њен пристанак. Иако је у пракси Бановина уживала велику аутономију (која се приближавала статусу државе), одређене неправилности у примени државних закона, које би централна власт уочила, бановинска власт била је дужна да уклони. У случају, евентуалног спора на релацији између бановинске и централне власти решење се могло постићи пред Уставним судом на захтев Бановине, односно централне власти.
Широка овлашћења у све три гране власти допринела су да се Бановина Хрватска „избори“ за посебан државноправни статус у оквиру Краљевине Југославије. Овакве круцијалне промене на дневнополитичком плану наговестиле су транзицију из унитарне ка федералној држави.

#### Државни удар од 27. марта 1941.
Друга промена Септембарског устава, тачније његова повреда, учињена је фактичким путем, државним ударом који се догодио 27. марта 1941. године.
Због спољашњег притиска оличеног у деловању чланица сила Осовине, али и због страха од унутрашњих револуционарних превирања сличних Октобарској револуцији, влада Цветковић - Мачек 25. марта 1941. године у Бечу је потписала протокол о приступању Југославије Тројном пакту, савезу сила осовине. Али после два дана, под неразјашњеним околностима на улицама престонице Краљевине отпочињу масовне демонстрације посредством којих грађани изражавају свој бунт и револт због вођења такве државне политике. Организацију демонстрација под паролама „боље рат, него пакт“ и „боље гроб, него роб“ својатају оба антифашистичка покрета у Југославији (ЈВУО и КПЈ). Влада Цветковић - Мачек је срушена, заједно са Краљевским намесништвом, које је у тестаменту одредио краљ Александар, са кнезом Павлом Карађорђевићем на челу (чланови су били још Иво Перовић и Раденко Станковић), те се 27. марта краљ Петар II Карађорђевић прогласио пунолетним и преузео краљевску власт. Са намесништва, уставне функције краља прешле су на, тек проглашеног пунолетним, Петра II, који је без сагласности Народног представништва, јер није ни постојало (било је распуштено), именовао нову владу.
Државним ударом Устав није стављен ван снаге, он је и даље примењиван, јер је нова влада, на челу са генералом Душаном Симовићем продужила да влада по том Уставу и по уредби о Бановини Хрватској.

## Крај важења устава
Након војног удара за евентуалне уставне промене више није остало времена. Други светски рат захватио је и Југославију. За непуне две недеље војнички поражена, Краљевина Југославија престала је да постоји као државна организација па се тиме de facto угасио и њен последњи устав. Тиме је окончана монархијска фаза у развоју српске и југословенске уставности.

## Устав у пракси
Регент, од 1922. године краљ, Александар није ишао владарским стопама свог оца, краља Петра I. Александар је још у предворју уједињења показивао да су његове владалачке амбиције далеко веће од монарха репрезентативних права у парламентарној подели власти и да ће се тешко уставити уставом.
Октроисани устав задржао је бројне елементе диктатуре. Шеф државе знатно излази из оквира парламентаризма, имајући право политичког живота и смрти над министрима, а уједно држећи пресудан утицај и на рад дводомног представничког односно законодавног органа. Краљ је именовао четвртину чланства парламента и имао право да распуштањем склони Народно представништво са сцене. Октроисани устав, сасвим супротно парламентаризму, Министарски Савет учинио је одговорним у првом реду и само краљу.
Премда према Уставу од 1931. нема изричите ни непосредне одговорности владе пред парламентом, у науци је било мишљења да низ овлашћења Народне скупштине (буџетско право, право анкете и истраге, питања и интерпелације министрима и влади, оптужбе министара и др.)
| „                     | ако не омогућују тренутно непосредну политичку одговорност владе пред парламентом, оно стварају једну посредну политичку одговорност пред њим, посредну утолико, што обзиром на ове власти, које има Народно представништво и на читаву уставну структуру, министри морају имати извесно поверење Народног представништва да би могли са њим сарађивати, које ако немају, мораће да пред Круном повуку консеквенце. | ” |
| — Милан Владисављевић | |   |

Стога Милан Владисављевић закључује:
| „ | Септембарски устав је изазвао актуелно постојање једне врсте монархијског парламентаризма, у коме политичка одговорност министара непосредно пред парламентом не постоји, али постоји посредно и таква одговорност. | ” |

Мотивима за доношење Септембарског устава сродни су мотиви за увођење диктатуре. Евидентна је сагласност спољњег и унутрашњег мњења да је Устав прихватљив начин да се „достигнућа“ диктатуре очувају и да се тиме бар делимично и формално задовоље владајућа начела политичких система. Одређени недостаци, који су егзистирали и за време владавине Видовданског устава, нису превазиђени ни новим устројством власти које је предвиђено Септембарским уставом. Краљева превласт у односу на све три гране власти чинила га је надмоћним фактором у подели власти: краљ је имао велика овлашћења у законодавној власти, потпуну контролу министара а именовао је и судије...
Иако се може рећи да је циљ државног апарата, на челу са самим краљем Александром, оличен у стварању интегралног југословенства може се закључити да ствари са интегрисањем југословенства нису ишле жељеним током. Краљ је угасио старе националне грађанске партије, означавајући их носиоцима политичких сукоба и инсталирао партије са југословенским предзнаком. Укидање и забрана оснивања странака „верског, племенског, или регионалног карактера“ није довела до мењања услова који су изнедрили такве политичке организације, већ је само променила начин и прикрила њихово деловање у истом правцу - федерализације, а заправо поделе државе. Ипак, отишло се предалеко и супстрат проблема остао је исти и интензиван - политички живот и даље су прожимале националне супротности и све лошији српско-хрватски односи. Сепаратизам (у разним федерално-конфедерално-децентралистичким ставовима), надасве хрватски, није могао бити сузбијен формалним начинима, па ни уставом потврђеном бановинском територијалном организацијом.
Готово са сигурношћу се може тврдити да стварна подела власти de facto није постојала јер државни органи формално извориште своје надлежности налазили су у Уставу, а живу власт добијали су или не добијали од шефа државе. Оваквим распоредом моћи, држава је објашњавала окрњен назив наследна и, само, уставна монархија без парламентарних механизама. Атентатом на краља Александра у Марсељу 1934. године прекинут је континуитет личне власти, али не и тековина истакнуте позиције шефа државе у структури власти, коју је преузело Краљевско намесништво.
Уставном ревизијом влада је извукла последњи адут за очување државе формирањем Бановине Хрватске чији даљи развој је спречен априлском агресијом. Међутим, ова новина у подели власти и територијалној организацији није продужила живот Краљевини и Уставу.
Октроисаном уставу стављено је у аманет да променама у организацији власти ревидира и учврсти недовољно изграђену и неефикасну поделу власти и тако стабилизује државу. Устав није успео да прекроји антагонизмима препуно ново југословенско друштво, што га је, уз неповољне спољнополитичке околности, учинило неуспешним као и његовог претходника. Октроисани устав донет је недемократским путем - краљевим указом и проткан је апсолутизмом шефа државе. Устав познаје али не истиче поделу врховне власти као начело на коме је државна власт структурирана. Стога, Септембарски устав складно се уклопио у опште стање уставности у Европи и свету тридесетих година ХХ века, које карактерише „сумрак уставности“.